# Gud över oss förbarmar sig

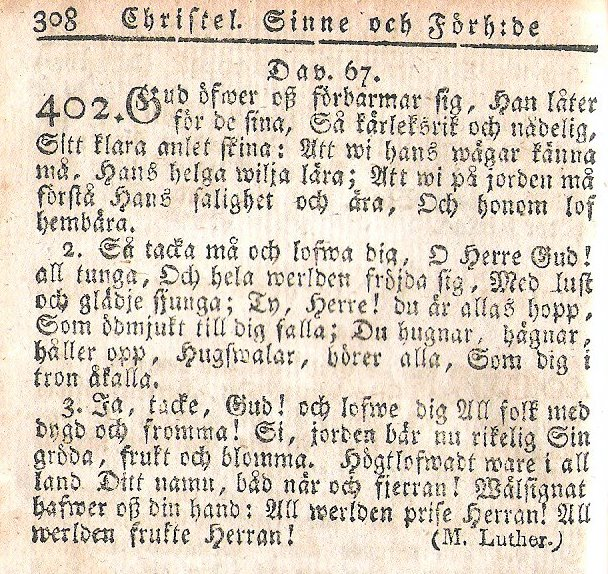
Gud över oss förbarmar sig i 1819 års psalmbok.

Gud över oss förbarmar sig är en psalm av Martin Luther från 1524 som översattes av Olaus Petri 1536 och bearbetades av Johan Olof Wallin 1819. Liksom psalmen O Herre Gud, oss nådig var bygger den på Psaltaren 67 finns med i 1695 års psalmbok med samma nummer, med den äldre inledningen.
Melodin är enligt 1937 års psalmbok samma som till O Fader vår, barmhärtig, god (nr 25) som i 1986 års psalmbok för psalmen ifråga anges vara en medeltida melodi nedtecknad i Magdeburg från 1524.
|  |
|  |

## Publicerad i
- Göteborgspsalmboken 1650 på s. 88-89 med inledningen GUD ware oss barmhertig och mild under rubriken "Om Guds Ord och Försambling".
- 1695 års psalmbok som nr 67 med inledningen GUD ware oss barmhertig och mild under rubriken "Konung Davids Psalmer".
- 1819 års psalmbok som nr 402 under rubriken "Med avseende på särskilda personer, tider och omständigheter: Årets tider och jordens fruktbarhet: Tacksägelse för jordens fruktbarhet".
- 1937 års psalmbok som nr 497 under rubriken "Jordens fruktbarhet".